# Arrels (associació)
Arrels és una associació cultural creada a Perpinyà l'any 1981 per promoure la llengua i la cultura catalanes a la Catalunya del Nord. Originada com a dissidència de la Bressola, dirigida per Pere Manzanares i Laura Manaut, el 1981 obrí, per primer cop a la Catalunya del Nord, una escola pública a l'avinguda Guynemer de Perpinyà amb classes de primària i maternal en català, sota la direcció d'Elena Gual, i, també, una radioemissora (Ràdio Arrels) que emet diàriament programes de tot caire en català. El 1991 van rebre el Premi d'Honor Lluís Carulla.
El 1995 es va integrar en el sistema d'ensenyament públic francès com a escola experimental mantenint els seus principis: ensenyament en català, pedagogia moderna, pràctica del català i adequació amb la identitat del país. En l'actualitat hi ha classes de preescolar i primària en català.